# Dionizy IV Yahya
Dionizy IV Yahya (ur. ?, zm. ?) – w latach 1034–1044 67. syryjsko-prawosławny Patriarcha Antiochii. 